# Escándalo de la deuda oculta
El escándalo de la deuda oculta (en portugués: escândalo das dívidas ocultas), también llamado escándalo de los bonos atuneros (en inglés: tuna bonds), es un caso de corrupción en Mozambique.
La trama empezó en 2014 a raíz de la creación de 3 empresas estatales para solicitar préstamos, donde el dinero fue distribuido entre los interesados.
El escándalo estalló cuando Mozambique ya no podría pagar sus deudas. Cuando se revisó los fondos, se descubrió un desfalco de 500 millones de dólares. La inflación subió, Mozambique ya no podía acceder a crédito barato. Muchos responsables eran investigados. las causas judiciales aún sigue en curso.
Se teoriza que todo este caso de corrupción le costó a Mozambique USD 11 mil millones, casi todo el PIB del país en 2016, y casi 2 millones de personas se vieron empujadas a la pobreza.

## Historia
Se apunta a que el origen de esta trama de corrupción se remonta a 2009, momento en el que se descubrió gas en Mozambique. Dos años después, Privinvest, empresa dedicada al rubro naval,  presentó a los funcionarios un ambicioso proyecto para proteger las costas del país. En este plan, se planteaba usar radares, patrulleros, y barcos atuneros. Jean Boustani, agente de Prinvest, arregló, en un primer momento, sobornos por valor de 50 millones de dólares. Boustani señala como "jugadores cuyos intereses debían ser atendidos" al "ministerio de defensa, el ministerio del interior, la fuerza aérea, etc". Luego realizaría más sobornos. En el esquema participarían los bancos de inversión Credit Suisse y VTB.
Entre 2013 y 2014, tres empresas recién establecidas asumieron una deuda de 2200 millones de dólares. Estas tres empresas mozambiqueñas de propiedad estatal para explotar los recursos marinos del país eran:
- Proindicus debía realizar vigilancia costera,
- Ematun debía dedicarse a la pesca de atún y
- MAM debía construir y mantener astilleros.[5]

Los problemas de deuda comenzaron en 2013, cuando la empresa de construcción naval y de construcción en alta mar con sede en Abu Dabi, Privinvest, obtuvo un contrato de US$366 millones con Proindicus, financiado con préstamos del FMI. Los préstamos para este y otros proyectos marinos fueron solicitados por el Servicio de Información y Seguridad del Estado (SISE). Como confirmó el ministro de Finanzas Chang a los banqueros suizos, los ingresos de un préstamo estatal deben pagarse a un corredor comercial en lugar de al Banco Central de Mozambique. Chang garantizó préstamos, que eran ilegales según la ley de Mozambique, y mantuvo estos préstamos en secreto incluso para otros miembros del gabinete.
Ematum tomó un préstamo de $ 850 millones de VTB Capital. Este fue el único que se había mostrado al público. El resto se mantuvo en secreto apelando al secreto bancario. No la caonocian ni los  acreedores de Mozambique, ni el pueblo. Estos eran préstamos dado conjuntamente por Credit Suisse y VTB: a MAM se le presto 535 millones de dólares y a ProIndicus se le prestó 622 millones.
En 2016, un incumplimiento de los eurobonos emitidos por el gobierno de Mozambique para ocultar estos y otros préstamos impagos atrajo por primera vez estas acciones a la atención pública. Poco después, el gobierno de Mozambique reconoció la gran deuda que había adquirido, lo que provocó una crisis económica en Mozambique. La moneda del país perdió un tercio de su valor, la inflación se disparó. A fines de 2019, el gobierno de Mozambique renegociación su la deuda soberana, lo que le permitió volver a los mercados financieros internacionales.
De momentos, hay juicios.

## Juicios

### A las empresas

#### Privinvest
En febrero de 2019, la república de Mozambique inició un proceso contra los demandados de Privinvest en Inglaterra con respecto al presunto soborno y corrupción.
Privinvest inició un arbitraje contra las tres empresas estatales usadas para el esquema y la República en Suiza de conformidad con los acuerdos de arbitraje en los Contratos (Privinvest argumentó que, según la ley suiza, la República se consideraba parte de los Contratos)
En noviembre de 2019, los Demandados de Privinvest solicitaron la suspensión de los procedimientos ingleses
En primera instancia, el Tribunal Superior negó la suspensión
Privinvest apelaron ante el Tribunal de Apelación que anuló la decisión del Tribunal Superior.
La República de Mozambique apeló ante la Corte Suprema y el caso fue visto por la Corte Suprema los días 24 y 25 de enero de 2023.
Aún sigue el juicio.

#### Credit suisse
Mozambique inicio un proceso judicial contra Credit Suisse en Londres. En este, buscaba anular la deuda de  561 millones de euros que habpia adquirido la empresa ProIndicus con el banco. Y exigia una compensacion por el daño hecho. La acusación fue presentada en el Tribunal Comercial del Tribunal Superior de Londres por la  Procuraduría General de la República (PGR) de Mozambique. En esta, afirma que la deuda es nconstitucional e ilegal. Afirman que los préstamos avalados por el entonces ministro de Finanzas, Manuel Chang no son legales ya que el parlamento mozambiqueño no aprobó los préstamos.
Llegó a un acuerdo con los reguladores del Reino Unido, Suiza y Estados Unidos donde aceptaba ser multado con 147 millones de libras esterlinas por las autoridades del Reino Unido y que cancelará los 200 millones de dólares de la deuda que tenía Mozambique con Credit Suisse.
Junto a malos negocios como lo de Archegos, Greensill Capital arrastraron a Credit Suisse a la crisis que le llevó a ser adquirida por UBS.

#### VTB Bank
Mozambique “casi finalizó” un acuerdo con VTB el 2019, según un informe del FMI.
Tras no conseguirse el acuerdo, el banco ruso VTB Capital demandó a Mozambique para recuperar el dinero prestado. La denuncia fue realizada en Londres. Exige el reembolso de un préstamo de 535 millones de dólares.
El 12 de mayo de 2020, el Tribunal Constitucional de Mozambique dictó una sentencia declaraba nulos y sin efecto los dos préstamos por valor de 1400 millones de dólares.
Debido a la guerra de Ucrania, la firma que apoyaba a VTB abandonó el caso, siendo contratado el  bufete de abogados Rosenblatt.
El juicio todavía sigue.

## Implicados
El informe Kroll, realizado en 2017, no revela nombres, les pone letras. Por su función se puede suponer a quienes se referían.
- Jean Boustani alto ejecutivo de Privinvest[10]
- Carlos Rosário (probablemente individuo "A") En esos tiempos era alto miembro del servicio secreto de Mozambique. Tal parece que se negó a proporcionar la información solicitada por los auditores de Kroll. Alegó que era información "confidencial" y que no estaba disponible. Rosário fue arrestado a mediados de febrero del 2020 en relación con deudas ocultas.[18]
- Andrew Pearse  (probablemente individuo "B")  En esos tiempos era director de Credit Suisse. En el informe, aparece en la lista de los involucrados en los acuerdos de préstamo originales entre ProIndicus y Credit Suisse. El poder judicial de Estados Unidos afirma que había recibido, más de 50 millones de dólares en sobornos y comisiones irregulares. Este monto lo había recibido junto a 2 compañeros más.[18]
- Manuel Chang En esos tiempos era Ministro de Economía y Finanzas de Mozambique en el gabinete del presidente Armando Guebuza. (individuo "C") Él fue quien firmó y aprobó los avales para el préstamo, y los colocó a nombre del gobierno de Mozambique. Afirmó que violó las leyes sabiendo que era ilegal. Afirmó que lo hizo porque burócratas del  Servicios de Seguridad e Información del Estado (de Mozambique) le convencieron cuando le explicaron que era un asunto de seguridad nacional.[18] Su juicio aún no se lleva a cabo, ya que no ha podido ser extraditado de Sudáfrica. Estados Unidos y Mozambique han pelado por extraditarlo.  Mozambique ya acabó las apelaciones, ya que el Tribunal constitucional revisó el caso por segunda vez. Será extraditado a Estados unidos, contra los deseos del Gobierno de Mozambique.[19]
- María Isaltina de Sales Lucas, (probablemente individuo "D") En esos tiempos era directora nacional del Tesoro. Presuntamente ayudó al ministro Chang en la esquematización y puesta en escena de la red de corrupción. Ella siguió en el gobierno. Durante el Gobierno de Filipe Nyusi  era viceministra del Ministro de Economía y Finanzas. Fue sacada del cargo en febrero del 2019. El informe afirma que ella recibió 95.000 dólares por parte de Ematum.[18]
- Gregorio Leão (probablemente individuo "E") era el número uno de los Servicios de Seguridad e Información del Estado (de Mozambique). En febrero del 2020 le arrestaron. su sucesor, Lagos Lidimo (probablemente individuo "F") afirmó que no había recibido ningún registro relacionado con empresas mozambiqueñas desde que asumió el cargo.[18]
- Atanásio Salvador Ntumuke (probablemente individuo "K") En esos tiempos era ministro de Defensa de Mozambique. Dio información sobre el Ministerio de Defensa, Ematum y los proveedores de material militar que no coincidían, poniendo en juego 500 millones de dólares.[18]
- Víctor Bernardo (probablemente individuo "L") En esos tiempos era el Viceministro de Planificación y Desarrollo en el gobierno de Armando Guebuza. Era el presidente del directorio de ProIndicus, una de las tres empresas fachada. Junto a María Isaltina de Sales Lucas firmó el primer préstamo de ProIndicus al banco Credit Suisse.[18]
- Alberto Ricardo Mondlane (probablemente individuo "R") En esos tiempos era ministro del Interior de Mozambique firmó el contrato de concesión de ProIndicus en representación del Estado.[18]
- Filipe Nyusi (probablemente individuo "Q") En esos tiempos era Ministro de Defensa de Mozambique. Hay una carta que indica que instruyó a los responsables de Ematum, MAM y ProIndicus a realizar el préstamo. Actualmente es el presidente de Mozambique.[18]
- Ernesto Gove (probablemente el individuo "U") exgobernador del Banco de Mozambique, una de las entidades estatales que permitió el endeudamiento. En abril de 2019, fue imputado en el proceso judicial sobre deudas ocultas.[18]
- Ndambi Guebuza hijo del expresidente de Mozambique:  Armando Guebuza. Llevaba una vida de lujo que financió con peculado y lavado de dinero. El juicio hacia él concluyó, y fue sentenciado a estar encerrado durante 12 años.[20]